# Eccellenza Lazio 2002-2003
Il campionato italiano di calcio di Eccellenza regionale 2002-2003 è stato il dodicesimo organizzato in Italia. Rappresenta il sesto livello del calcio italiano. Il campionato si è concluso con la vittoria dell'Ostia Mare per il girone A e del LVPA Frascati per il girone B, entrambi al loro primo titolo.
Tutte le squadre iscritte al campionato di Eccellenza, assieme a quelle del campionato di Promozione, hanno diritto a partecipare alla Coppa Italia Dilettanti Lazio.

## Stagione

### Aggiornamenti
Ad inizio stagione avvengono le seguenti fusioni:
- Il Percile si fonde con la Roma VIII e si iscrive al campionato come Roma VIII.
- la neo promossa Spes Romana si fonde con il Vigor Perconti e si iscrive al campionato come Vigor Perconti.

Avvengono anche i seguenti cambi di denominazione sociale:
- il Vis Sezze diventa Sezze Latina.
- il Centro Italia '98 diventa Centro Italia Stella d'Oro.
- Il Tarquinia calcio 1929 diventa Tarquinia Alto Lazio.

Il Tanas Casalotti non si iscrive al campionato, vengono riescati dalla Promozione il Cervaro, la Spes Romana (divenuta poi Vigor Perconti) e il Priverno.
Di seguito la composizione dei gironi fornita dal Comitato Regionale Lazio.

## Girone A

### Squadre partecipanti
| Club                       | Città (provincia)         | Stagione precedente                              |
| -------------------------- | ------------------------- | ------------------------------------------------ |
| Acilia                     | Acilia (RM)               | 13º posto in Eccellenza Lazio, Girone A          |
| ALMAS                      | Roma                      | 14º posto in Eccellenza Lazio, Girone A          |
| Centro Italia Stella d'Oro | Rieti                     | 7º posto in Eccellenza Lazio, Girone A           |
| Civita Castellana          | Civita Castellana (VT)    | 17º posto in Serie D, Girone F, retrocesso       |
| Corneto Tarquinia          | Tarquinia (VT)            | 1º posto in Promozione Lazio, Girone A, promosso |
| Fiumicino                  | Fiumicino (RM)            | 11º posto in Eccellenza Lazio, Girone A          |
| Giada Maccarese            | Maccarese (RM)            | 9º posto in Eccellenza Lazio, Girone A           |
| Ostia Mare                 | Ostia di Roma (RM)        | 16º posto in Serie D, Girone G, retrocesso       |
| Ladispoli                  | Ladispoli (RM)            | 5º posto in Eccellenza Lazio, Girone A           |
| Pisoniano                  | Pisoniano (RM)            | 13º posto in Eccellenza Lazio, Girone B          |
| Romana Gas                 | Roma                      | 7º posto in Promozione Lazio, Girone A, ammessa  |
| San Filippo Neri           | Roma                      | 2º posto in Promozione Lazio, Girone A, ammesso  |
| Sabinia Mirteto            | Poggio Mirteto (RI)       | 10º posto in Eccellenza Lazio, Girone A          |
| Sorianese                  | Soriano nel Cimino (VT)   | 12º posto in Eccellenza Lazio, Girone A          |
| Spes Mentana Nuova         | Mentana (RM)              | 1º posto in Promozione Lazio, Girone B, promosso |
| Tarquinia                  | Tarquinia (VT)            | 8º posto in Eccellenza Lazio, Girone A           |
| Torrenova                  | Roma                      | 12º posto in Eccellenza Lazio, Girone B          |
| Villalba Ocres Moca        | Villalba di Guidonia (RM) | 4º posto in Eccellenza Lazio, Girone A           |

### Classifica finale
Fonte:
|  | Pos. | Squadra                    | Pt | G  | V  | N  | P  | GF | GS | DR  |
|  | ---- | -------------------------- | -- | -- | -- | -- | -- | -- | -- | --- |
|  | 1.   | Ostia Mare                 | 73 | 34 | 22 | 7  | 5  | 64 | 21 | +43 |
|  | 2.   | Civita Castellana          | 69 | 34 | 20 | 9  | 5  | 61 | 33 | +28 |
|  | 3.   | San Filippo Neri           | 67 | 34 | 20 | 7  | 7  | 61 | 26 | +35 |
|  | 4.   | Pisoniano                  | 64 | 34 | 19 | 7  | 8  | 51 | 32 | +19 |
|  | 5.   | Fiumicino                  | 52 | 34 | 14 | 10 | 10 | 40 | 39 | +1  |
|  | 6.   | Spes Mentana Nuova         | 49 | 34 | 13 | 10 | 11 | 47 | 40 | +7  |
|  | 7.   | Torrenova                  | 48 | 34 | 10 | 18 | 6  | 43 | 35 | +8  |
|  | 8.   | Corneto Tarquinia          | 46 | 34 | 13 | 7  | 14 | 36 | 43 | -7  |
|  | 9.   | ALMAS                      | 44 | 34 | 11 | 11 | 12 | 38 | 42 | -4  |
|  | 10.  | Ladispoli                  | 42 | 34 | 10 | 12 | 12 | 33 | 34 | -1  |
|  | 11.  | Villalba Ocres Moca        | 42 | 34 | 9  | 15 | 10 | 37 | 43 | -6  |
|  | 12.  | Centro Italia Stella d'Oro | 41 | 34 | 10 | 11 | 13 | 41 | 46 | -5  |
|  | 13.  | Giada Maccarese            | 40 | 34 | 9  | 13 | 12 | 30 | 36 | -6  |
|  | 14.  | Acilia                     | 40 | 34 | 10 | 10 | 14 | 36 | 40 | -4  |
|  | 15.  | Sorianese                  | 40 | 34 | 8  | 13 | 10 | 31 | 28 | +3  |
|  | 16.  | Sabinia                    | 38 | 34 | 9  | 11 | 14 | 32 | 46 | -14 |
|  | 17.  | Romana Gas                 | 18 | 34 | 4  | 6  | 24 | 23 | 59 | -36 |
|  | 18.  | Tarquinia Alto Lazio       | 10 | 34 | 0  | 10 | 24 | 23 | 84 | -61 |

Legenda:
      Promossa in Serie D 2003-2004.
      Ammessa ai Play-off nazionali.
      Retrocesse in Promozione Lazio 2003-2004.
Regolamento:
Tre punti a vittoria, uno a pareggio, zero a sconfitta.
Note:
Il Giada Maccarese, l'Acilia e la Sorianese terminarono il campionato a pari punti. La classifica avulsa premio il Giada Maccarese e condanno Acilia e Sorianese allo spareggio.
Il Ladispoli è stato promosso in Serie D 2003-2004 per aver vinto la Coppa Italia Dilettanti.
La Sorianese è stata poi ripescata in Eccellenza Lazio 2003-2004.

### Spareggi

#### Spareggio salvezza
|        | Risultati     |           | Luogo e data              |
| ------ | ------------- | --------- | ------------------------- |
| Acilia | 0-0 (5-4 dtr) | Sorianese | Bracciano, 17 maggio 2003 |
|        |               |           |                           |

## Girone B

### Squadre partecipanti
| Club                   | Città (provincia)           | Stagione precedente                              |
| ---------------------- | --------------------------- | ------------------------------------------------ |
| Anziolavinio           | Anzio (RM)                  | 9º posto in Eccellenza Lazio, Girone B           |
| Ceccano                | Ceccano (FR)                | 17º posto in Serie D, Girone G, retrocesso       |
| Cecchina               | Albano Laziale (RM)         | 4º posto in Eccellenza Lazio, Girone B           |
| Cervaro                | Cervaro (FR)                | 2º posto in Promozione Lazio, Girone D, ammesso  |
| Colleferro             | Colleferro (RM)             | 11º posto in Eccellenza Lazio, Girone B          |
| Formia                 | Formia (LT)                 | 2º posto in Eccellenza Lazio, Girone B           |
| Isola Liri             | Isola del Liri (FR)         | 8º posto in Eccellenza Lazio, Girone B           |
| LVPA Frascati          | Frascati (RM)               | 5º posto in Eccellenza Lazio, Girone B           |
| Nettuno                | Nettuno (RM)                | 6º posto in Eccellenza Lazio, Girone B           |
| Nuova Montello         | Borgo Montello (LT)         | 3º posto in Eccellenza Lazio, Girone B           |
| Nuova Santa Maria Mole | Santa Maria delle Mole (RM) | 1º posto in Promozione Lazio, Girone C, promosso |
| Priverno               | Priverno (LT)               | 2º posto in Promozione Lazio, Girone C, ammesso  |
| Roma VIII              | Roma                        | -                                                |
| Sezze Latina           | Sezze (LT)                  | 14º posto in Eccellenza Lazio, Girone B          |
| Sezze Setina           | Sezze (LT)                  | 7º posto in Eccellenza Lazio, Girone B           |
| Torbellamonaca         | Roma                        | 10º posto in Eccellenza Lazio, Girone B          |
| Veroli                 | Veroli (FR)                 | 1º posto in Promozione Lazio, Girone D, promosso |
| Vigor Perconti         | Roma                        | -                                                |

### Classifica finale
Fonte:
|  | Pos. | Squadra                | Pt | G  | V  | N  | P  | GF | GS | DR  |
|  | ---- | ---------------------- | -- | -- | -- | -- | -- | -- | -- | --- |
|  | 1.   | LVPA Frascati          | 77 | 34 | 22 | 11 | 1  | 60 | 20 | +40 |
|  | 2.   | Isola Liri             | 71 | 34 | 21 | 8  | 5  | 67 | 28 | +39 |
|  | 3.   | Sezze Setina           | 65 | 34 | 20 | 5  | 9  | 65 | 32 | +33 |
|  | 4.   | Nuova Montello         | 57 | 34 | 17 | 6  | 11 | 57 | 33 | +24 |
|  | 5.   | Anziolavinio           | 51 | 34 | 13 | 12 | 9  | 43 | 36 | +7  |
|  | 6.   | Cervaro                | 48 | 34 | 12 | 12 | 10 | 40 | 33 | +7  |
|  | 7.   | Cecchina               | 48 | 34 | 14 | 6  | 14 | 37 | 34 | +3  |
|  | 8.   | Veroli                 | 47 | 34 | 13 | 8  | 13 | 41 | 29 | +12 |
|  | 9.   | Priverno               | 47 | 34 | 13 | 8  | 13 | 38 | 48 | -10 |
|  | 10.  | Torbellamonaca (-1)    | 45 | 34 | 12 | 10 | 12 | 46 | 47 | -1  |
|  | 11.  | Nuova Santa Maria Mole | 43 | 34 | 11 | 10 | 13 | 42 | 52 | -10 |
|  | 12.  | Nettuno                | 42 | 34 | 10 | 12 | 12 | 29 | 36 | -7  |
|  | 13.  | Formia                 | 41 | 34 | 11 | 8  | 15 | 39 | 40 | -1  |
|  | 14.  | Roma VIII              | 40 | 34 | 10 | 10 | 14 | 26 | 34 | -8  |
|  | 15.  | Colleferro             | 39 | 34 | 9  | 12 | 13 | 29 | 39 | -10 |
|  | 16.  | Ceccano                | 32 | 34 | 8  | 8  | 18 | 36 | 51 | -15 |
|  | 17.  | Vigor Perconti         | 32 | 34 | 8  | 8  | 18 | 28 | 58 | -30 |
|  | 18.  | Sezze Latina           | 10 | 34 | 3  | 4  | 27 | 15 | 88 | -73 |

Legenda:
      Promossa in Serie D 2003-2004.
      Ammessa ai Play-off nazionali.
      Retrocesse in Promozione Lazio 2003-2004.
Regolamento:
Tre punti a vittoria, uno a pareggio, zero a sconfitta.
Note:
Il Torbellamonaca ha scontato 1 punti di penalizzazione.
L'Isola Liri è stato promosso in Serie D 2003-2004 in quanto vincitrice dei play-off nazionali.
Il Colleferro è stato poi ripescato in Eccellenza Lazio 2003-2004.